# Phật giáo và Kitô giáo

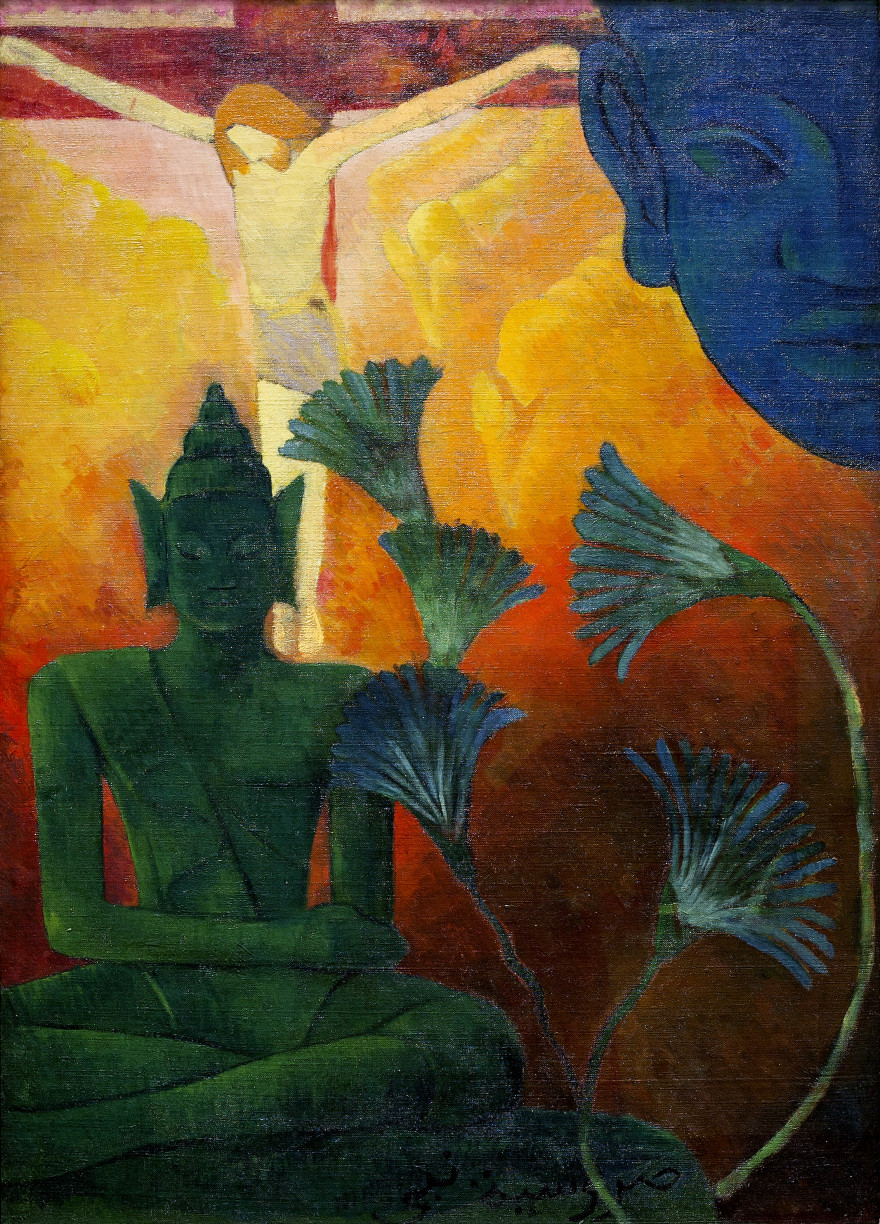
Bức tranh Đức Kitô và Đức Phật của họa sĩ Paul-Élie Ranson (1880)

Từng có sự liên hệ giữa Phật giáo và thế giới Địa Trung Hải vào thời kỳ tiền Kitô giáo. Có ghi chép cho rằng vua A-dục của Ấn Độ đã sai phái các nhà truyền giáo đi rao giảng Phật giáo tại các nước Syria, Ai Cập và Hy Lạp từ năm 250 TCN. Giữa hai tôn giáo này có một số khác biệt đáng kể, chẳng hạn như Kitô giáo là một tôn giáo độc thần còn Phật giáo thì nghiêng về thuyết phi hữu thần (thiếu niềm tin về sự tồn tại của Chúa, của một đấng tạo hóa hoặc các vị thần) và do đó trở nên đối nghịch với giáo huấn về Thiên Chúa trong Kitô giáo, cũng như ân điển trong Kitô giáo là đối nghịch với quan điểm bác bỏ sự giao thoa giữa ân điển và nghiệp trong Phật giáo Theravada.
Một số Kitô hữu Do Thái đã biết đến Phật giáo, vốn được thực hành ở cả Hy Lạp và Đế quốc La Mã trong thời kỳ tiền Kitô giáo. Phần lớn các nhà nghiên cứu Kitô giáo hiện đại bác bỏ tất cả các cơ sở lịch sử về việc Chúa Giê-su đi rao giảng ở Ấn Độ hoặc Tây Tạng và coi một số ý kiến gán ghép tương đồng là hành vi nhằm khuếch đại sự giống nhau. Tuy nhiên, tại Phương Đông, tính nguyên hợp giữa Phật giáo và Cảnh giáo (Giáo hội Ba Tư) được lan truyền khắp Con đường Tơ lụa vào thời đại Cổ điển và Trung Cổ, thể đặc biệt rõ nét ở nơi Giáo hội Ba Tư Trung Cổ ở Trung Quốc với bằng chứng là Kinh điển Cảnh giáo (còn gọi là Khế kinh Giê-su).